# テーバイ攻めの七将

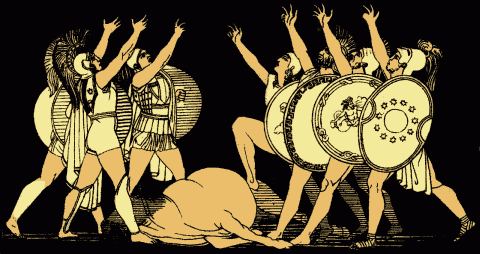
誓い合う七将。アルフレッド・チャーチ編の「Stories from the Greek Tragedians」の挿絵、原画はジョン・フラクスマン作

『テーバイ攻めの七将』（テーバイぜめのしちしょう、古希: Ἑπτὰ ἐπὶ Θήβας、古代ギリシア語ラテン翻字: Heptà epì Thḗbas、ヘプタ・エピ・テーバース、羅: Septem contra Thebas）は、古代アテーナイの詩人アイスキュロスによるギリシア悲劇。ギリシア神話で古代都市テーバイの王権をめぐる戦いの物語に基づく。
紀元前467年の春、アテナイの大ディオニューシア祭にて、
- 『ラーイオス』
- 『オイディプース』
- 『テーバイ攻めの七将』

という三部作として上演された。このときのサテュロス劇は『スピンクス』であり、上演記録（デイダスカリア）は、アイスキュロスの勝利を伝えている。これらのうち現存するのは本作『テーバイ攻めの七将』のみである。この三部作は、古くから成立していたとされる叙事詩『テーバイス』（Thebaïs）及び『オイディポデイアー』（Oidipodeia）から題材をとっている。テーバイに関わる神話に基づき、ギリシア悲劇詩人たちは多くの作品を書いたが、これらのなかで本作は現存するもっとも古いものである。
『テーバイ攻めの七将』以降では、ソポクレースの『オイディプス王』（紀元前427年ごろ）、『アンティゴネー』（紀元前441年ごろ）、『コロノスのオイディプス』（紀元前401年ごろ）、エウリーピデースの『救いを求める女たち』（紀元前420-415年ごろ）、『フェニキアの女たち』（紀元前409年）が現存する同系列の作品であり、物語の背景や登場人物が共通している。なかでもエウリーピデースの『フェニキアの女たち』は本作と同じ戦いを描いている。
『テーバイ攻めの七将』は戦いを扱いながら、舞台で示されるのはテーバイ城内のエテオクレースとその周辺のみに限られ、戦闘そのものについては直接語られない。また、相争う兄弟のうちエテオクレースは主人公であり優れた人物として描かれるが、一方のポリュネイケースは災いを引き起こす厭うべき存在とされている。こうした大胆な省略、対比の強調はアイスキュロスの悲劇に特徴的に見られるもので、この手法によって、エテオクレースの英雄性が端的に表出されている。
編成は俳優2人と合唱隊（コロス）により、ギリシア悲劇としては古い形式を採る。

## 登場人物
合唱隊を除く登場人物は、2人の俳優が担当する。
- エテオクレース - テーバイ王、オイディプースの子
- 使者
- 合唱隊 - テーバイの乙女たち
- アンティゴネー - オイディプースの娘
- イスメーネー - オイディプースの娘
- 布告使（後代の加筆による）

## あらすじ

### 本作までの経過
ここで述べるのは、本作の「前編」に当たり、合わせて三部作をなす『ラーイオス』、『オイディプース』（いずれも亡失）で描かれたと考えられるあらすじである。
テーバイ王ラーイオスは「子をなすな。その子の手にかかって死ぬであろう」というアポローンの神託を受けながら、妃イオカステーとの間に子をもうける。ラーイオスは神託を恐れて子供を山中に棄てさせるが、子供は拾われてオイディプースと名付けられ、コリントスで王の養子として育てられる。
オイディプースは成人すると、父とは知らずにラーイオスを殺し、テーバイの民を脅かしていたスピンクスを退治する。オイディプースは母とは知らずイオカステーと結婚してテーバイ王となり、2人の間にエテオクレース、ポリュネイケース、アンティゴネー、イスメーネーが生まれる。彼はやがて自分の素性を知ることとなり、テーバイから追放される。オイディプースは、このとき父親を助けようとしなかったエテオクレースとポリュネイケースの兄弟に呪いをかけて去った。
エテオクレースとポリュネイケースはテーバイの王位継承をめぐって争いを起こす。その結果、追放されたポリュネイケースはアルゴス王アドラーストスを頼み、アルゴスの軍勢を率いてテーバイに攻め寄せる。

### 本作のあらすじ

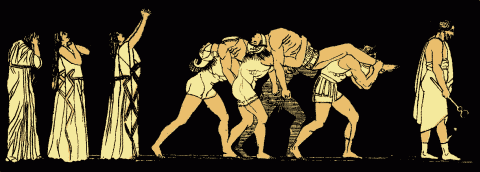
運び出されるエテオクレースとポリュネイケースの遺骸。アルフレッド・チャーチ編の「Stories from the Greek Tragedians」の挿絵

アルゴス勢に囲まれたテーバイの城内、エテオクレースは騒然とする民衆を励まし、恐れおののく乙女たちを叱咤する。そこへ使者が登場し、アルゴス勢の布陣を告げる。エテオクレースは、城の7つの門に攻めかかろうとするアルゴスの将の名前を聞き、それぞれテーバイ勢から守りの将を選んで配置する。最後に、第7の門にポリュネイケースが挑むと聞き、エテオクレースは憤怒する。乙女たちはエテオクレースに運命を避けて第7の門に行かぬよう懇願するが、エテオクレースはオイディプースの呪いの成就が間近に迫っていることを知りつつ、あえて第7の門へ向かう。
再び使者が登場、テーバイの町が守られたこと、しかしエテオクレースとポリュネイケースは相討ちになって死んだことを告げる。2人の亡骸が運ばれてくる。アンティゴネーとイスメーネーの姉妹は2人へのたむけとして交互に哀悼の歌を詠い捧げる。
そこへ別の使者が登場し、国を護ったエテオクレースの亡骸は丁重に葬り、国に攻め入ったポリュネイケースの亡骸は場外に棄て置くこととする評議会の見解と評決を2人に伝える。しかしアンティゴネーはたとえ自分独りであっても、危険を冒してでも兄ポリュネイケースの墓をつくり埋葬することをやり遂げると、その使者に宣言をする。

### 本作の正統性への疑義
全体の約5分の1にあたる861行以降の218行についてその正統性に疑義が生じている。
- 861～874行
  - この14行は後代に付加されたと考えられている。861行でアンティゴネーとイスメーネーが登場していながら960行まで全く沈黙しており[4]、それが「非アイスキュロス的沈黙」とされているからである。

なお、861行での姉妹の登場に関しては日本語訳において以下の差異がある。
- 人文『全集』 861行〔報せをきいて、2人の王の妹たち右方より急いで登場してくる。〕
- 鼎　『全集』 861行〔この時、柩の後よりアンティゴネーとイズメーネーの姉妹入り来るを認めて。〕
- 筑摩『文庫』 861行に姉妹に関する記述はなく、864行でコロスが2人の姿を認めることを詠っている。
- 岩波『全集』 861行に姉妹に関する記述はなく、864行でコロスが2人の姿を認めることを詠っている。
- 岩波『文庫』 861行に姉妹に関する記述はなく、864行でコロスが2人の姿を認めることを詠っている。
- 生活『悲壯劇』 861行〔此の時、棺の後よりアンティゴネーとイズメーネーの姉妹入り来るを認めて。〕[5]
- 875行～960行
  - この86行は正統性を支持する意見が多数である。しかし、写本間で話者指定が混乱している。

なお、話者指定に関して日本語訳において以下の差異がある。
- 人文『全集』 861行～960行までコロス、アンティゴネー、そしてイズメーネーが交互に哀悼の歌を詠っている。
- 鼎  『全集』 コロスが哀悼の歌を詠っている。
- 筑摩『文庫』 コロスが哀悼の歌を詠っている。
- 岩波『全集』 コロスが二手に分かれて交互に哀悼の歌を詠っている。
- 岩波『文庫』 コロスが哀悼の歌を詠っている。
- 生活『悲壯劇』 コロスが哀悼の歌を詠っている。
- 961行～1004行
  - この44行は正統性を否定して削除する意見があるが、正統性が認められている。しかし、話者指定において混乱があり、コロスに指定する意見とアンティゴネーとイスメーネーに指定する意見とがある。

なお、話者指定に関して日本語訳はいずれも「時折コロスの詠を交えてアンティゴネー、イズメーネーが交互に哀悼の歌を詠う」ようになっている。但し、筑摩『文庫』、岩波『全集』、岩波『文庫』は話者指定の混乱についての注記がある。
- 1005行～1078行
  - この74行は正統性を支持する意見もあるが、ソポクレスのアンティゴネー競演後[6] にそれを基にして付加されたとの意見が大勢を占めている[7]。

なお、この最終場面が後代の付加と考えられている主な理由は以下の通りである。
- 「テーバイを攻める七将」が競演された当時、ギリシア悲劇は2人の俳優しか登場できなかったはずであるのに、ここでは3人の俳優が登場している[8]。
- カドモスの都の評議会のアナクロニズム。
- アンティゴネーの言う兄ポリュネイケースの弔いの仕方がソポクレスのアンティゴネーに酷似している。

などである。

## 七将たち
本作で使者が告げるアルゴス勢の七将は登場順に次のとおり。
- テューデウス（プロイティデス門）、対する守備の将はアスタコスの子メラニッポス（スパルトイの後裔）
- カパネウス（エレクトライ門）、対する守備の将はポリュポンテース
- エテオクロス（ネイスタイ門）、対する守備の将はクレオーンの子メガレウス（スパルトイの後裔）
- ヒッポメドーン（オンカ・アテーナー門）、対する守備の将はオイノプスの子ヒュペルビオス
- パルテノパイオス（北の門、アムピーオーンの墳墓に近いとされる）、対する守備の将はオイニプスの子アクトール（ヒュペルビオスの兄弟）
- アムピアラーオス（ホモイロイデス門）、対する守備の将はラステネス
- ポリュネイケース（第7の門）、対する守備の将はエテオクレース

### 異説
七将については異説がある。エウリーピデースの『フェニキアの女たち』では、上記のうちエテオクロスの代わりにアドラーストスが配置され、攻める門の名前もカパネウス以外は一致しない。
アポロドーロスではエウリーピデースの七将を記載するが、さらに異説として、アルゴス人ではないポリュネイケースとテューデウスを外してイーピスの子エテオクロスとメーキステウスを挙げる。七将が攻める門はエウリーピデースとはまた異なっている。これによると以下のようになる。
- タラオスの子アドラーストス（ホモローダイ門）
- オイクレースの子アムピアラーオス（プロイティダイ門）
- ヒッポノオスの子カパネウス（オーギュギアイ門）
- アリストマコスの子ヒッポメドーン（オンカイダイ門）
- オイディプースの子ポリュネイケースまたはイーピスの子エテオクロス（ヒュプシスタイ門）
- オイネウスの子テューデウスまたはイーピスの子メーキステウス（クレーニダイ門）
- メラニオーンの子パルテノパイオス（エーレクトライ門）

## 神話
アイスキュロスの悲劇は、当時伝えられていた神話を題材としつつ独立した作品として完成させたものであり、独自の解釈や脚色が施されている。ここでは悲劇で語られていない関係や異同も含めて、題材にとられた神話についてアポロドーロスを基本に述べる。

### 獅子と猪
エテオクレースとポリュネイケースはテーバイの王権について協議し、1年おきに2人が交互に治めることを決めた。初めの1年目はポリュネイケースが治め、エテオクレースは2年目だった、あるいは1年目がエテオクレースだったともいうが、いずれにしても、エテオクレースは1年が経過しても王権を渡そうとせず、ポリュネイケースを追放した。ポリュネイケースはハルモニアーの首飾りと婚礼衣装を携えてアルゴスへ亡命した。
アルゴス王アドラーストスは、ある夜彼の王宮で戦う2人の男を見て驚いた。このときポリュネイケースは盾にテーバイの紋章である獅子の絵柄を、テューデウスは盾にカリュドーンを示す猪の絵柄を付けて戦っていたという。アドラーストスはかつてデルポイの神託により「娘たちを獅子と猪に嫁がせよ」と告げられたことを思い出し、ポリュネイケースに娘のアルゲイアーを、テューデウスに娘のデーイピュレーを娶せ、2人をそれぞれの祖国に戻すと約束した。まずポリュネイケースとの約束を果たすため、アドラーストスはアルゴス近隣にテーバイ攻めのための召集をかけた。

### ハルモニアーの首飾り
アドラーストスの妹エリピューレーの夫アムピアラーオスは予言者で、テーバイ攻略はアドラーストスを除き、みな死すべき運命にあることを予見した。このため彼は召集に応じようとせず、他の者が参加するのも阻止しようとした。このときアムピアラーオスは姿を隠したともいう。そこでポリュネイケースはエリピューレーにハルモニアーの首飾りを贈って口添えを頼んだ。首飾りは、カドモスとハルモニアーの結婚式のためにヘーパイストスが作った魔法の品で、アプロディーテーが贈ったものである。贈り物の案をポリュネイケースに授けたのはテューデウスともイーピスともいわれる。
かつてアドラーストスとアムピアラーオスに不和が生じたとき、今後2人が争うことがあれば、エリピューレーの裁断に従うことを2人は誓っていた。アムピアラーオスはエリピューレーに贈り物を受け取らないように申しつけていたが、エリピューレーは魔法の首飾りを受け取り、アムピアラーオスにアドラーストスとともに遠征するよう説得した。アムピアラーオスはやむなく出発し、その際、息子のアルクマイオーン（とアムピロコス）に、成人したら母を殺してテーバイを攻めるよう命じた。

### ネメアー競技祭
アルゴス勢はリュクールゴス王の治めるネメアーに至り、水を求めた。リュクールゴス王の子オペルテースはまだ幼児でヒュプシピュレーが乳母として養育していたが、ヒュプシピュレーが七将たちを泉へ案内している間に、残されたオペルテースは大蛇に殺されてしまった。アムピアラーオスは、これは未来を告げる不吉な徴だと指摘し、殺された幼児をアルケモロス（「非運を始めた者」の意）と呼んだ。
アルゴスの将たちはオペルテースに弔意を示すためにネメアー祭の競技会を開いた。この競技会で、アドラーストスが競馬、エテオクロスが競走、テュ-デウスが拳闘、アムピアラーオスが跳躍と円盤投げ、ラーオドコスが槍投げ、ポリュネイケースが相撲、パルテノパイオスが弓術でそれぞれ勝利した。

### 戦闘前の折衝
キタイローンに到着したアルゴス勢は、テューデウスを使者に立て、協約どおりポリュネイケースをテーバイの王位につけるよう要求したが、エテオクレースはこれをはねつけた。テーバイ城中でテューデウスはテーバイ人を試そうと一騎討ちを挑み、闘いにすべて勝った。テーバイ側は50人の武装兵を待ち伏せさせたが、テューデウスはこれも打ち破って帰還し、テーバイ側で生きて戻ったのはマイオーンただひとりだったという。
エテオクレースは予言者テイレシアースを召し出し、敵に勝つ方法の予言を求めた。テイレシアースを召し出したのはクレオーンだったともいう。テイレシアースは、クレオーンの子メノイケウスをアレースへの犠牲として捧げるならば、勝利を得るだろうといった。これを聞いてメノイケウスは城門の前で自害した。

### 戦闘
城から撃って出たテーバイ勢はたちまち城壁に追いつめられた。カパネウスが攻城梯子をつかんで城壁を乗り越えようとしたところ、ゼウスが雷霆でこれを撃ち、カパネウスは死んで城壁から転がり落ちた。アルゴス勢は恐れをなして退却し、両軍の決議によって、エテオクレースとポリュネイケースが王座を賭けて一騎討ちすることになった。2人は相討ちとなって死んだ。
再び激しい戦いとなり、アスタコスの息子たちがめざましい勲をうち立てた。というのは、イスマロスがヒッポメドーンを、レアデースがエテオクロスを、アムピディコスがパルテノパイオスをそれぞれ斃したからである。
さらに、アスタコスのもうひとりの子メラニッポスは、テューデウスの腹部を傷つけた。メラニッポス自身はテューデウスあるいはアムピアラーオスに討たれたという。半死となって倒れたテューデウスを、アテーナーはゼウスに霊薬を乞い、不死の身体にしようとした。しかし、これを見てとったアムピアラーオスは、彼の意見に反してテューデウスがアルゴス人たちにテーバイ攻めを説いてまわり、戦いの先頭に立ったことを憎んでおり、メラニッポスの首を切り取ってテューデウスに投げ与えた。テューデウスはメラニッポスの頭蓋を割ってその脳をすすり喰らった。アテーナーは顔を背けて霊薬を地面にぶちまけ、テューデウスは死んだ。
アルゴス勢は総崩れとなり、テーバイ勢は追撃に転じた。ペリュクリュメノスがアムピアラーオスを追ってその背中を撃とうとしたとき、ゼウスは再び雷霆を投じ、これによってできた大地の裂け目にアムピアラーオスは戦車と御者ごと呑み込まれて消えた。冥府に入ったアムピアラーオスをゼウスは不死にしたという。七将のなかで生還できたのはアドラーストスただ一人であった。彼の馬はデーメーテールがポセイドーンと交わって生んだアレイオーンで、だれもこれに追いつくことができなかったのである。

### アルゴス勢の埋葬
オイディプースの息子たちの死によりテーバイの王権を継承したクレオーンは、アルゴス勢で斃れた者、とりわけポリュネイケースの死骸を埋葬することを禁じた。しかし、アンティゴネーは兄弟であるポリュネイケースの遺骸を密かに埋葬した。クレオーンはこれを発見し、アンティゴネーは墓の中に生きながら埋められた。
逃げ延びたアドラーストスはアテーナイのテーセウスに死者たちの埋葬を訴えた。テーセウスはこれに応えて軍勢を出し、テーバイ勢を打ち破ってアルゴス人たちの死骸を引き取り、血族の者に与えた。カパネウスの火葬のとき、カパネウスの妻でイーピスの娘エウアドネーは燃えさかる火葬壇に身を投げて夫とともに焼かれた。

## 舞台

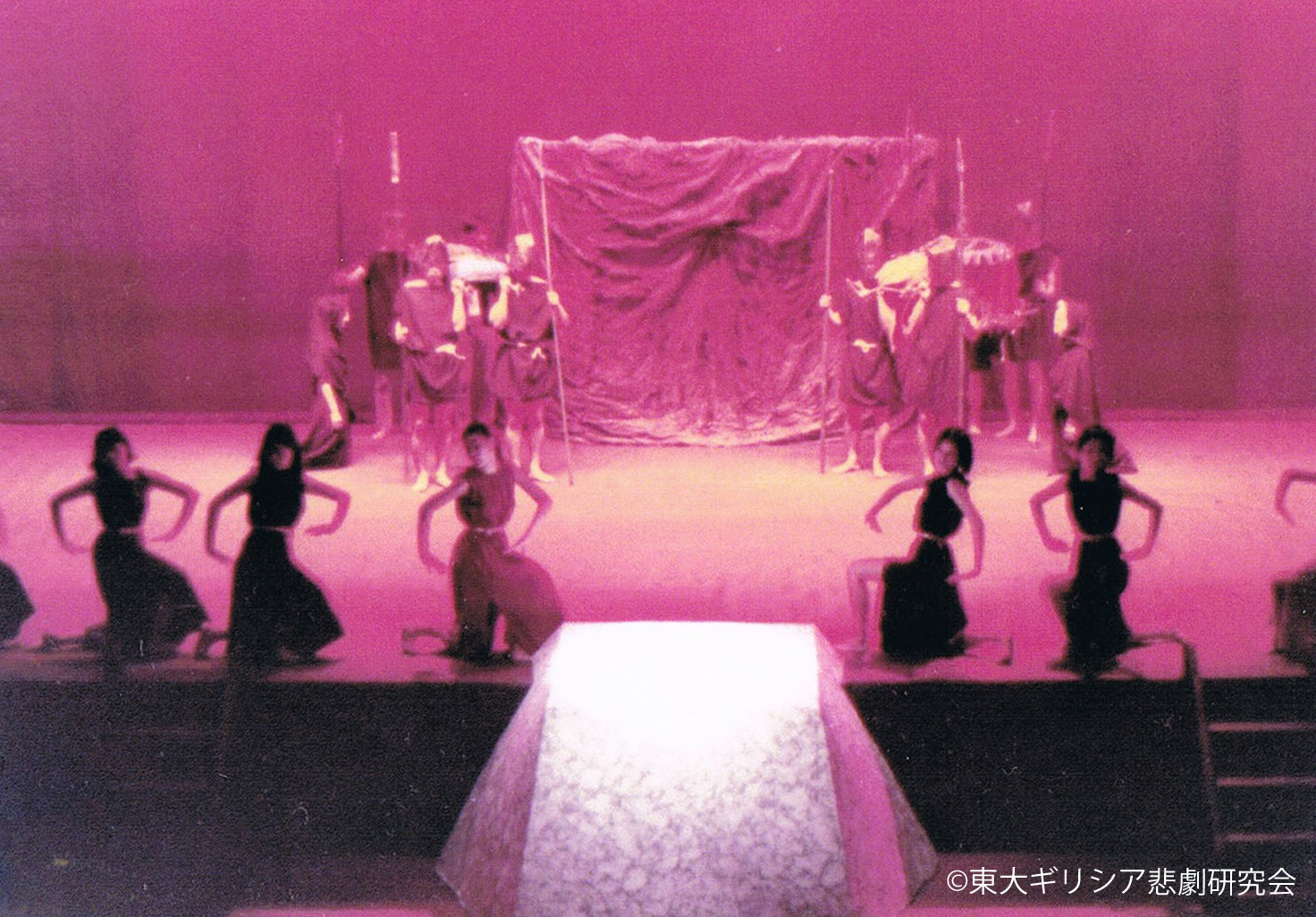
東京大学ギリシア悲劇研究会上演「テーバイ攻めの七将」

1970年10月　東京大学ギリシア悲劇研究会　第11回公演　　於：千代田区公会堂
- 演出：大沼信之　　台本：手島兼輔・東京大学ギリシア悲劇研究会

## 日本語訳
- 『悲壯劇 アイスキュロス編』「テーバイを攻むる七將」 生活社、1927年
- 『ギリシア悲劇全集1』「テーバイに向かう七将」 人文書院、1960年
- 『ギリシャ悲劇全集1』「テーバイを攻むる七将」[14] 鼎出版会、1979年
- 『ギリシア悲劇1』「テーバイ攻めの七将」 ちくま文庫、1985年 - 元版「世界古典文学全集8」筑摩書房
  - 別版 『テーバイ攻めの七将』 岩波文庫、1973年。高津春繁訳
- 『ギリシア悲劇全集2 アイスキュロス II』「テーバイを攻める七人の将軍」 池田黎太郎訳、岩波書店、1991年

## 参考書籍
- 『ギリシア悲劇 I アイスキュロス』（高津春繁ほか訳、ちくま文庫） (ISBN 4-480-02011-X)
- 『ギリシア悲劇 II ソポクレス』（呉茂一ほか訳、ちくま文庫） (ISBN 4-480-02012-8)
- 『ギリシア悲劇 III エウリピデス（上）』（松平千秋ほか訳、ちくま文庫） (ISBN 4-480-02013-6)
- 『ギリシア悲劇 IV エウリピデス（下）』（岡道男ほか訳、ちくま文庫） (ISBN 4-480-02014-4)
- 『ギリシア悲劇全集 1 アイスキュロス篇 I』（呉茂一ほか訳、人文書院）
- 『ギリシャ悲劇全集 1 アイスキュロス編 I』（内山敬二郎訳、鼎出版会）
- 『ギリシア悲劇全集 2 アイスキュロス II 』（岡道男ほか訳、岩波書店）
- 『悲壯劇 アイスキュロス編』（田中秀央、内山敬二郎共訳[15]、生活社）
- アポロドーロス『ギリシア神話』（高津春繁訳、岩波文庫）
- アイスキュロス『テーバイ攻めの七将』（高津春繁訳、岩波文庫）
- ロバート・グレーヴス『ギリシア神話』（高杉一郎訳、紀伊國屋書店（上・下）、のち新版・全1巻）
- カール・ケレーニイ『ギリシアの神話　神々の時代』、『―　英雄の時代』
　（高橋英夫・植田兼義訳、中央公論社／植田兼義訳（単独改訳）、中公文庫）
- R・L・グリーン『ギリシア神話 テーバイ物語』（眞方陽子訳、ちくま文庫） (ISBN 4-480-02592-8)